# 哈法立占
拿督哈法立占马来西亚著名律师、国阵及巫统法律顾问。他曾在纳吉·阿都拉萨担任马来西亚首相期间，受纳吉委托担任其民事和诽谤案的代表律师（处理的案件包括纳吉起诉林良实诽谤案）。
2014年7月15日，哈法立占因发表“女性来月经不适任大臣”论招致朝野领袖及非政府组织炮轰其歧视女性。
2019年2月21日，哈法立占因涉嫌于2014年到2015年期间将属于前首相纳吉·阿都拉萨的1500万令吉非法款项汇入本身律师楼的户头，在吉隆坡地庭被控两项洗黑钱罪名。唯他不认罪，获准以50万令吉及一名担保人保外候审。
2021年7月30日，随着控方撤回控罪，吉隆坡地庭宣判哈法立占无罪释放。

## 争议

### “女性来月经不适任大臣”论
2014年7月15日，哈法利占接受《新海峡时报》访问时针对人民公正党主席旺阿兹莎可能取代时任雪兰莪州务大臣卡立依布拉欣一事说，自马来西亚独立以来，各州都是男性出任大臣，加上女子月事期间不能陪苏丹出席宗教节目，所以旺阿兹莎不可能担任大臣。他还说，若大臣是女性，那每次陪苏丹出席官方节目时，就必须和苏丹分开坐，所以，虽然宪法没有阐明女性不能出任大臣，但根据上述论点，足以说明旺阿兹莎出任大臣的机会渺茫。
该言论随后引起朝野领袖和公民组织炮轰哈法利占性別歧视、可笑及幼稚。
- 巫统青年团团长凯里·嘉马鲁丁说，这纯粹是哈法利占的个人看法，他本身认为所有女人都可以做大臣甚至是首相[6]。
- 槟城首席部长林冠英促请首相纳吉·阿都拉萨革除哈法利占的职权，因为其言论已让马来西亚蒙羞[7]。
- 马华公会妇女组主席王赛之指出，雪兰莪州宪法没有限制女性出任大臣，因此，哈法利占的言论已违宪。
- 非政府组织雪州自强协会（EMPOWER）发言人嘉娜塔妮指出，不论旺阿兹莎是否出任大臣，都不应受到性別歧视，哈法利占应收回言论及道歉。
- 马华公会妇女组副主席王锺璇炮轰哈法立占的言论已严重侮辱女性及诋毁女性的能力，并要求他立刻道歉[8]。

### 1500万令吉洗黑钱案
2019年2月21日，哈法立占被控在2014年4月16日至11月4日期间，在联昌银行（CIMB）将1150万令吉的非法款项，通过时任首相纳吉·阿都拉萨的大马伊斯兰银行（AmIslamic bank）支票汇入Hafarizam Wan & Aisha Mubarak律师事务所的户头。另外，他也被控在2015年2月12日，在相同银行将350万令吉的非法款项汇入律师事务所户头，因而抵触了2001年反洗黑钱、反恐融资法令第4（1）（a）条文。一旦罪成，可被判监禁最高15年，以及罚款不超过涉及款项的5倍，或罚款500万令吉。不过，哈法立占否认有罪，法庭允许他以50万令吉及一名担保人保外，并交出护照，案件择定于3月25日过堂。
2019年7月15日，总检察署在地庭驳回哈法立占要求研究洗黑钱指控所提呈的陈情书，主控官阿斯洛夫在向法庭表达总检察署的决定后，也指控方或辩方较后将申请把案件移交高庭审理。
2020年5月19日，哈法立占再度就其面对的指控向总检察署提呈陈情书，要求重新检讨该项控状。哈法立占的代表律师哈斯纳（Hasnal Rezua Merican）向高庭法官莫哈末纳兹兰提呈上述陈情书后指出，由于过去总检察署曾驳回陈情书，因此他再次提呈，唯此次陈情书的内容则不同。
2020年8月3日，哈法立占被控涉及1500万令吉洗黑钱案原定在高庭开审，惟主控官依萨莫哈末尤索夫副检察司开庭时对高庭法官莫哈末纳兹兰说，控方要求哈法立占的两项控状被释放但不等同无罪，并会在地庭再次提控被告。他说，首项控状涉及两个不同日期的交易，2014年4月及11月所采用的2001年反洗黑钱、反恐融资法令刑罚不同，因此控方需分为两项控状提控。法官纳兹兰聆听控辩双方陈词后批准控方申请，允许哈法立占释放但不等同无罪，以便控方在地庭以新控状提控他。
以下为哈法立占的新控状及刑罚：
- 首项控状指哈法立占于2014年4月17日，在吉隆坡世界贸易中心的联昌银行分行，涉及洗黑钱交易，透过属于纳吉志期2014年4月16日的大马伊斯兰银行支票，接收从非法活动所得的750万令吉，汇入Hafarizam Wan&Aisha Mubarak律师楼的银行会计系统（Client Account），抵触2001年反洗黑钱、反恐融资法令第4（1）（a）条文，可在相同法令第4（1）条文下被治罪。一旦罪成，可被判处罚款不超过500万令吉或监禁不超过5年，或两者兼施。
- 第二项控状指出，哈法立占于2014年11月12日，在相同地点，涉及洗黑钱交易，透过属于纳吉志期2014年11月7日的大马伊斯兰银行支票，接收从非法活动所得的400万令吉，汇入Hafarizam Wan&Aisha Mubarak律师楼的银行会计系统，抵触2001年反洗黑钱、反恐融资法令第4（1）（b）条文，可在相同法令第4（1）条文下被治罪。一旦罪成，可被判处监禁最高15年，以及罚款不少于涉及款项的五倍，或罚款500万令吉，视何者为高。
- 第三项控状指出，哈法立占在2015年1月22日至2月12日期间，在相同地点，涉及洗黑钱交易，透过属于纳吉志期2015年1月21日的大马伊斯兰银行支票，接收从非法活动所得的350万令吉，汇入Hafarizam Wan&Aisha Mubarak律师楼的银行会计系统，抵触2001年反洗黑钱、反恐融资法令第4（1）（b）条文，可在相同法令第4（1）条文下被治罪。一旦罪成，可被判处监禁最高15年，以及罚款不少于涉及款项的五倍，或罚款500万令吉，视何者为高。

2021年2月11日，地庭法官苏扎娜（Suzana Hussin）择定案件于7月1日和7月2日聆审。哈法立占的律师哈斯纳告诉《马新社》，控方将传召20名证人供证。
2021年7月30日，基于总检察署同意撤销控状，哈法立占涉嫌收取纳吉1500万令吉的洗黑钱案获地庭宣判无罪释放。法官苏扎娜胡欣是在接获案件主控官莫哈末尤索夫副检察司的通知，指总检察署接受被告代表律师提呈的陈情书，同意撤销3项控状，因此做出上述判决。
哈法立占在庭外接受媒体访问时，感谢总检察长依德鲁斯·哈伦同意撤回控状，让他恢复自由身，继续正常生活，因这些指控对其生活、家庭和事业产生巨大影响。